# جرانیانو تربینز
جرانیانو تربینز (به ایتالیایی: Gragnano Trebbiense) یک کومونه در ایتالیا است که در استان پیاچنزا واقع شده‌است.

## خصوصیات
جرانیانو تربینز ۳۴٫۶ کیلومترمربع مساحت و ۴٬۱۴۷ نفر جمعیت دارد و ۸۲ متر بالاتر از سطح دریا واقع شده‌است.